# Alessandro Agostinelli
Pour les articles homonymes, voir Agostinelli.
Alessandro Agostinelli , né le 9 janvier 1967 à Follonica, est un écrivain italien, journaliste et poète.

## Biographie
Alessandro Agostinelli a obtenu un doctorat en histoire des arts visuels et du spectacle à l'Université de Pise.
Il a travaillé pour Radio 24, Radio Tre Rai, Il Riformista, Il Fatto Quotidiano et L'Unità. Il collabore aussi avec les revues Polis et Zone.
Un de ses principaux sujets d'intérêt est le concept de voyage. Il rédige le blog de voyage Atlante pour l'hebdomadaire L'Espresso et est l'auteur de guides de La Toscane et de Florence de Lonely Planet en italien.
En 2011, il publie Honolulu baby, un recueil d'histoires sur les îles hawaïennes mais qui s'intéresse aussi au rôle de l'écriture dans les voyages.
En 2018, il a célébré le 500e anniversaire de la mort de Léonard de Vinci avec un voyage de Vinci à Amboise, en France,,.
Ses livres les plus connus sont Benedetti da Parker, un roman biographique sur Charlie Parker et l'essai Individualismo e Noir sur le cinéma américain, qui traite en particulier des racines économiques et sociales du genre noir.
Une anthologie de ses poésies intitulée En el rojo de Occidente a été publiée en Espagne en 2014. C'est aussi en 2014 qu'il est devenu responsable de Poesia serie rossa, la collection de poésie de l'éditeur ETS, l'une des rares nouvelles collections de poésies née en Italie récemment.

## Travaux

### Poésie
- Numeri e Parole, Campanotto, Pasian di Prato, Italie, 1997,  (ISBN 88-456-0016-5)[2]
- Agosto e Temporali, ETS, Pise, 2000,  (ISBN 88-467-0273-5)[2]
- Altramarea. Poesia come cosa viva (anthologie), Campanotto Editore, Pasian di Prato, Italie, 2006,  (ISBN 88-456-0800-X)
- Con le armi della poesia (anthologie), Edizioni Istituto Italiano di Cultura di Napoli, Naples, 2007,  (ISBN 88-89203-24-2)
- Poesie della linea Orange, ETS, Pise, 2008,  (ISBN 978-884672483-0)
- Il Cristo dei poeti (anthologie), ETS, Pise, 2010,  (ISBN 978-884672661-2)
- Chi ha paura della bellezza? (anthologie), Arcipelago Edizioni, Florence, 2010,  (ISBN 978-88-7695-421-4)
- En el rojo de Ocidente, Olifante, Tarazona, Espagne 2014,  (ISBN 978-84-92942-59-6)
- Dal Sottovuoto (anthologie), Samuele Editore, Fanna, Italie 2020, Italie,  (ISBN 978-88-94944-20-4))
- L'Ospite Perfetta - sonetti italiani, Samuele Editore, Fanna, Italie 2020,  (ISBN 978-88-94944-24-2)
- Il Materiale Fragile, Italic Pequod, Ancona, Italie, 2021  (ISBN 978-88-60681-86-7)
- Le Vive Stagioni, Editrice L'Arcolaio, Forlimpopoli, Italie 2023  (ISBN 9791281146013)

### Romans
- La vita secca, Besa, Nardò (Italie), 2002,  (ISBN 88-497-0122-5)
- Pisa e Livorno, istruzioni sulla guerra e sui campanili, Zona, Gênes, 2006,  (ISBN 978-88-89702-63-5)
- Alessandro Agostinelli, Athos Bigongiali, Sergio Costanzo, Marco Malvaldi, Matteo Pelliti, Ugo Riccarelli, Luca Ricci, Alessandro Scarpellini, Sosteneva Tabucchi, Felici Editore, 2013,  (ISBN 978-88-6019-641-5)
- Benedetti da Parker, Le Caire Editore, 2017,  (ISBN 9788860527745)
- Da Vinci su tre ruote, Exòrma, Italie, 2019,  (ISBN 978-88-98848-90-4)

### Essais
- Fosfori: 17 racconti di autori italiani contemporanei, Marco Nardi, 1992, Florence,
- Alessandro Agostinelli, Daniele Luti, Sera di Volterra. Viaggio nei luoghi e nelle storie di una città antica, 2000, ETS.
- La società del giovanimento. Perché l'Occidente muore senza invecchiare , 2004, Castelvecchi,
- Una filosofia del cinema americano - Individualismo e Noir, 2004, ETS,
- Pisa e Livorno, istruzioni sulla guerra e sui campanili, 2006, Zona
- Alessandro Agostinelli, Tito Barbini, Paolo Ciampi, libération conditionnelle au viaggio. Piccola guida di scrittura per viaggiatori veri e immaginari, 2014, Romano Editore,
- Un mondo perfetto. Gli otto comandamenti dei fratelli Coen , 2010, Editrice Besa Controluce,
- David Lynch e il Grande Fratello, 2011, Besa,
- Bernard Vanel (traducteur), Alessandro Agostinelli (préface), Dix poètes italiens contemporains. Dieci poeti italiani contemporanei, 2018, Lebousquet-la barthe,

### Guides touristiques
- Honolulu bébé. Avventure hawaiane di musica, surf, vulcani e chiari di luna , 2011, Vallecchi,
- Firenze, 2014, EDT.
- Giordania Stilografica, Edizioni ETS, Pisa, Italie 2023, Italie  (ISBN 9788846764751)